# Weißfuß-Baumwühlmaus
Die Weißfuß-Baumwühlmaus (Arborimus albipes) ist ein Nagetier in der Familie der Wühler, das im Westen Nordamerikas vorkommt.

## Merkmale
Mit einer Kopf-Rumpf-Länge von 103 bis 110 mm und einer Schwanzlänge von 62 bis 71 mm ist die Art für nordamerikanische Wühlmäuse eher klein. Sie hat etwa 20 mm lange Hinterfüße und zirka 12 mm lange Ohren. Gewichtsangaben fehlen. Das gesprenkelte Fell der Oberseite wird aus braunen und schwarzen Haaren gebildet, von denen einige blaugraue Spitzen besitzen. Über die Körperseiten wird das Fell zur Unterseite hin heller und mehr grau. Es kann am Bauch eine rosa oder hellbraune Schattierung aufweisen. Der Schwanz besitzt eine dunkle Oberseite und eine helle Unterseite. Er trägt verstreut kurze Haare. Die Weißfuß-Baumwühlmaus hat kleine Augen und nackte Ohren, von denen nur die Spitzen aus dem Fell ragen. Namensgebendes Merkmal ist die weiße Oberseite der Füße.

## Verbreitung
Das Verbreitungsgebiet reicht vom Columbia River im US-Bundesstaat Oregon bis zum Humboldt County in Kalifornien. Die Art hält sich im Flachland, wo die Weißfuß-Baumwühlmaus am häufigsten vorkommt, und in den westlichen Ausläufern der Kaskadenkette bis 1070 Meter Höhe auf. Typische Fundplätze sind mit Erlen (meist Rot-Erle) bestandene Ufer von Bächen in Wäldern, die vom Küstenmammutbaum (Sequoia sempervirens) dominiert werden oder kleine Lichtungen mit krautigen Pflanzen in anderen Wäldern.

## Lebensweise
Die Exemplare sind nachtaktiv und vorwiegend bodenbewohnend, wo sie unterirdische Baue anlegen. Da die Tiere oft im Umfeld der Rot-Erle und der Schnabel-Hasel registriert werden, könnten sie auch teilweise baumbewohnend sein. Weibchen können sich zu allen Jahreszeiten paaren und pro Wurf werden zwei bis vier Nachkommen nach etwa 28 Tagen Trächtigkeit geboren. Die Mutter säugt ihre Jungen 30 bis 35 Tage.
Die Weißfuß-Baumwühlmaus frisst unterschiedliche Pflanzenteile und Pilze. Zur Nahrung zählen Pollen der Schnabel-Hasel, Wurzeln verschiedener Pflanzen, Weißklee, Wald-Greiskraut und Büsche, wie die Nervige Mahonie oder die Nutka-Himbeere. An Pilzen werden Vertreter der Gattungen Wurzeltrüffeln, Hydnotrya, Hysterangium und Melanogaster gefressen.

## Bedrohung
Landschaftsveränderungen wirken sich vermutlich negativ auf den Bestand der Art aus. Die Populationsgröße wird auf mehrere tausend Exemplare geschätzt, obwohl genaue Daten fehlen. Die IUCN listet die Weißfuß-Baumwühlmaus als „nicht gefährdet“ (least concern).